# Lengyelország építészete
Lengyelország építészete az ország történelmével szoros összefüggésben fejlődött. Míg kezdetben a német lovagrend, később a Budán keresztül érkező olasz reneszánsz éreztette hatását, amit a neopalladianizmus váltott fel, hogy elérjen a klasszicista, majd neogót stílushoz. Az építészet szempontjából legfontosabb városok Varsó, Krakkó és sokáig lengyel fennhatóság alatt álló Vilnius voltak.

## Kora középkor-11. század
A mai Lengyelország nyugati felének mocsaras vidékén a szlávok nagy föld és fa erődítményekkel vették körül településeiket. Poznańban 9-11. századi gerendaerődítést találtak. E földvárakat a 13. századig használták. A kőépítészet első reprezentatív emlékei a lednicai vár, a hozzá épült centrális kápolna(10. sz.), a krakkói Wawel alatt feltárt négykarájos templom maradványa, a tumi bazilika alatt megbúvó templomrom, és az első poznańi székesegyház. A 11. században Poznan és Gniezno környékéről az építőtevékenység központja Krakkóba és környékére tolódott át (Salvator-templom, cieszyni kerek templom, inowłódzi Szent Egyed-templom). A 11-12. század fordulóján épült fel a krakkói székesegyház háromhajós altemploma, gondosan faragott kockafejezetekkel, és az első gnieznói székesegyház.

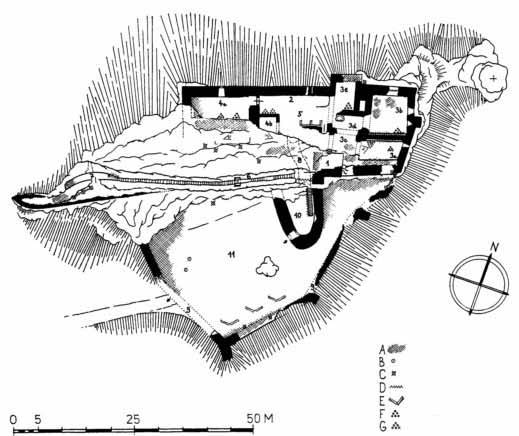
a lednicai vár
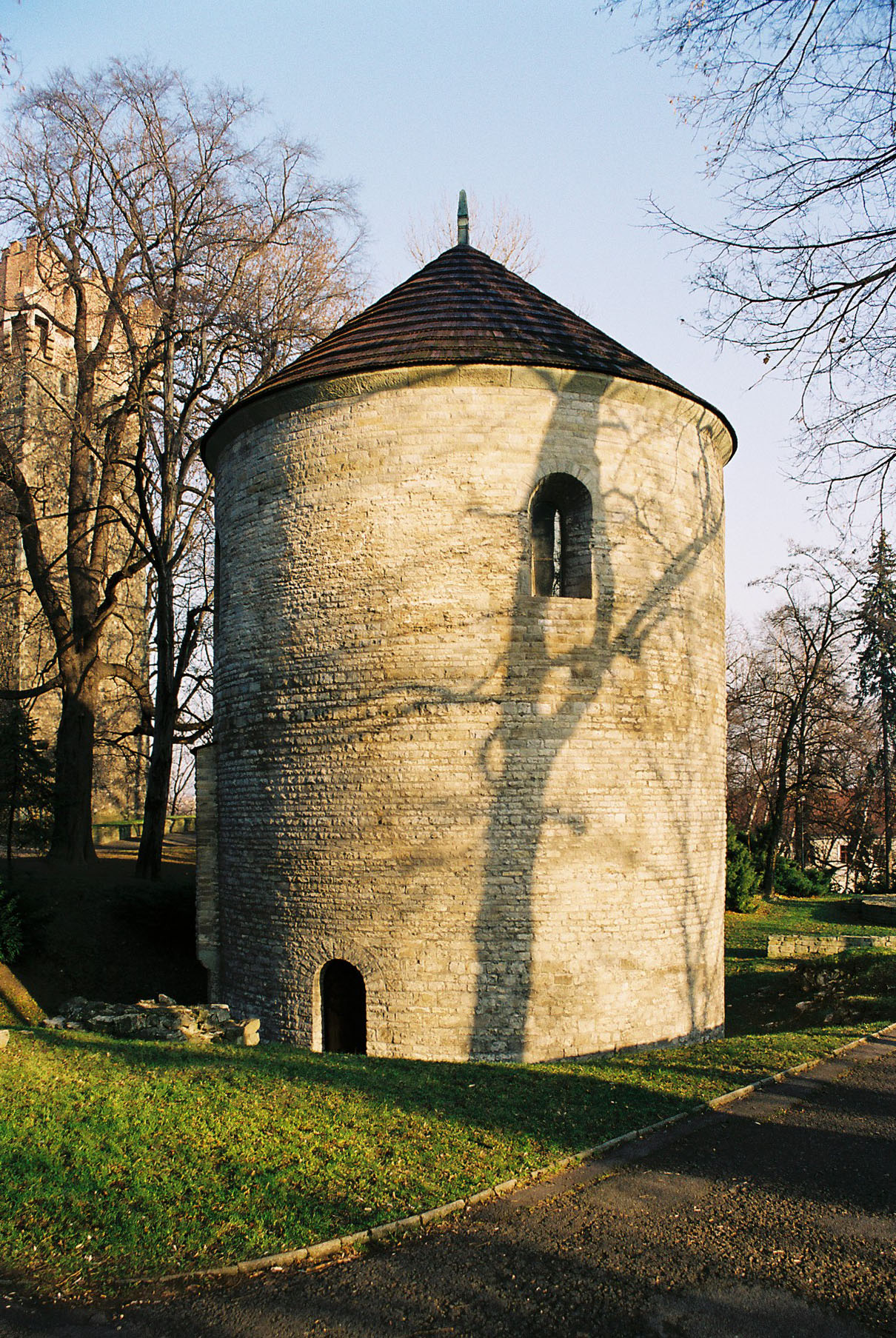
Cieszyn, kerek templom
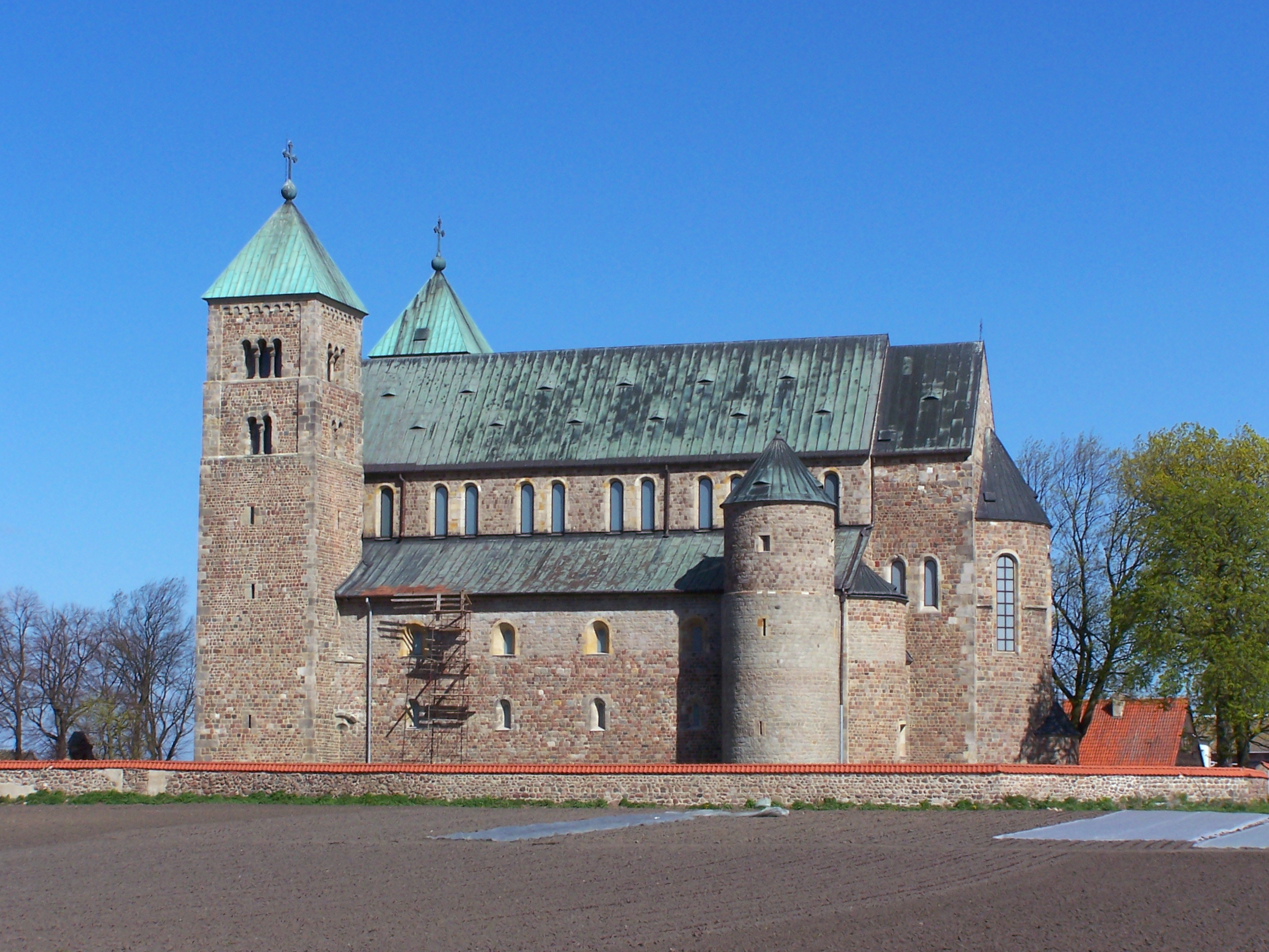
Tum, bazilika
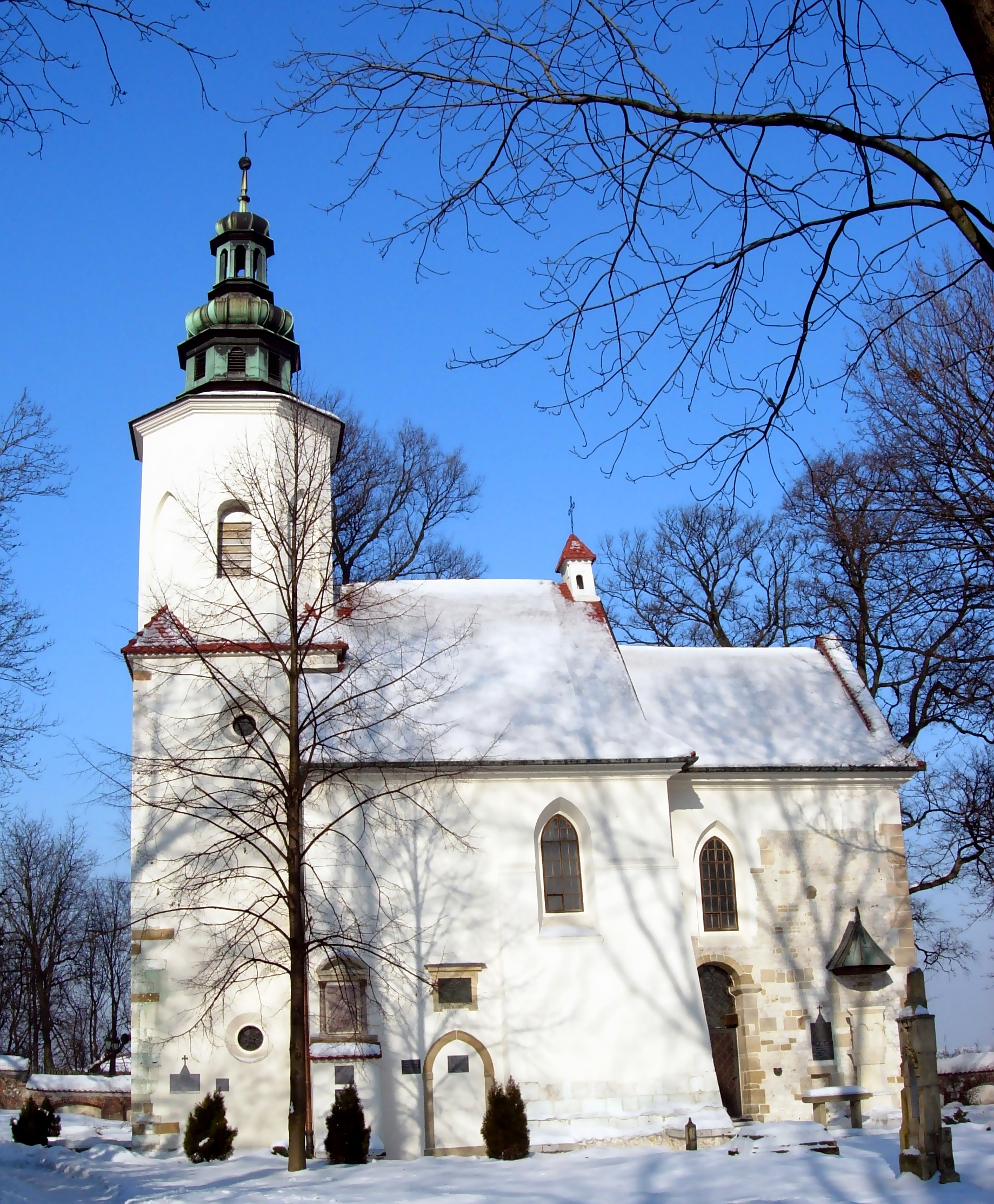
Krakkó, Salvator-templom

## 12-14. század
A 12. század a lengyelországi romanika érett korszaka (krakkói Szent András-templom, kuszvicai bencések terméskőből épült temploma, trzemesznói bencés templom, czerwinski bazilika, krakkói Szent Adalbert-kápolna, pradocini székesegyház). Jellegzetesek a kockafejezetes pillérfők. A század legnagyszabásúbb emléke Tum társaskáptalani temploma, mely a Rajna-vidéki megoldásokkal rokon. A strelznói volt premontrei templom két homlokzati tornyos megoldása a következő századba vezet át.
A 13. században átépítették a poznańi székesegyházat négy pillérpáros, háromhajós bazilikává. Jelentős emlékcsoportot képvisel a ciszterci építészet, melynek különösen jellemző emlékei Wąchok, Sulejów, Mogila templomai. Északabbi területeken téglát is használtak. A ciszterci építészet hatott a boroszlói székesegyház körüljárójának építészeire.
Kora gótikus jegyek mutatkoznak a boroszlói Szent Egyed-templom szentélyén. A késői romanika emlékei a nyugat-pomerániai falusi építészet példái.
A gótika a 13. sz. végétől lassan nyert teret. A tégla mint építőanyag már nemcsak északon, hanem országszerte nagy szerepet játszott, a kőépítkezés azonban a déli országban továbbra is kedvelt maradt. Jelentős a világi építészet (várak, kastélyok), melyen cseh és német előképek tételezhetők fel. Nem volt hatás nélküli a német lovagrend tevékenysége sem: a malborki téglavár hadi és építészeti szempontból is jelentős alkotás. A várépítés virágkora 13-14. század volt (bolkówi, będzini várak belsőtornyos megoldással; a Wawel elődje). Lakótoronyszerű kisebb várak is előfordulnak (Biestrzyków). A 14. századtól nagy arányban a városok erődítési feladatait látták el, e tekintetben főként III. Kázmér lengyel király játszott jelentős szerepet. A városfalakhoz védművek épültek, olykor barbakánnal látták el őket (pl. Krakkóban a Barbakán).

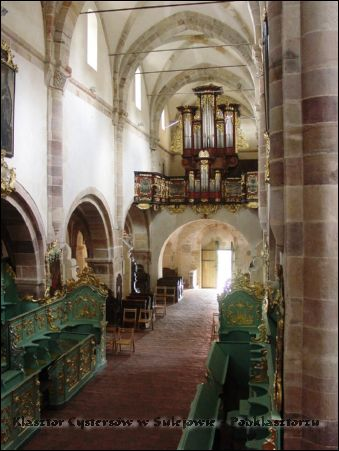
Sulejów, templom
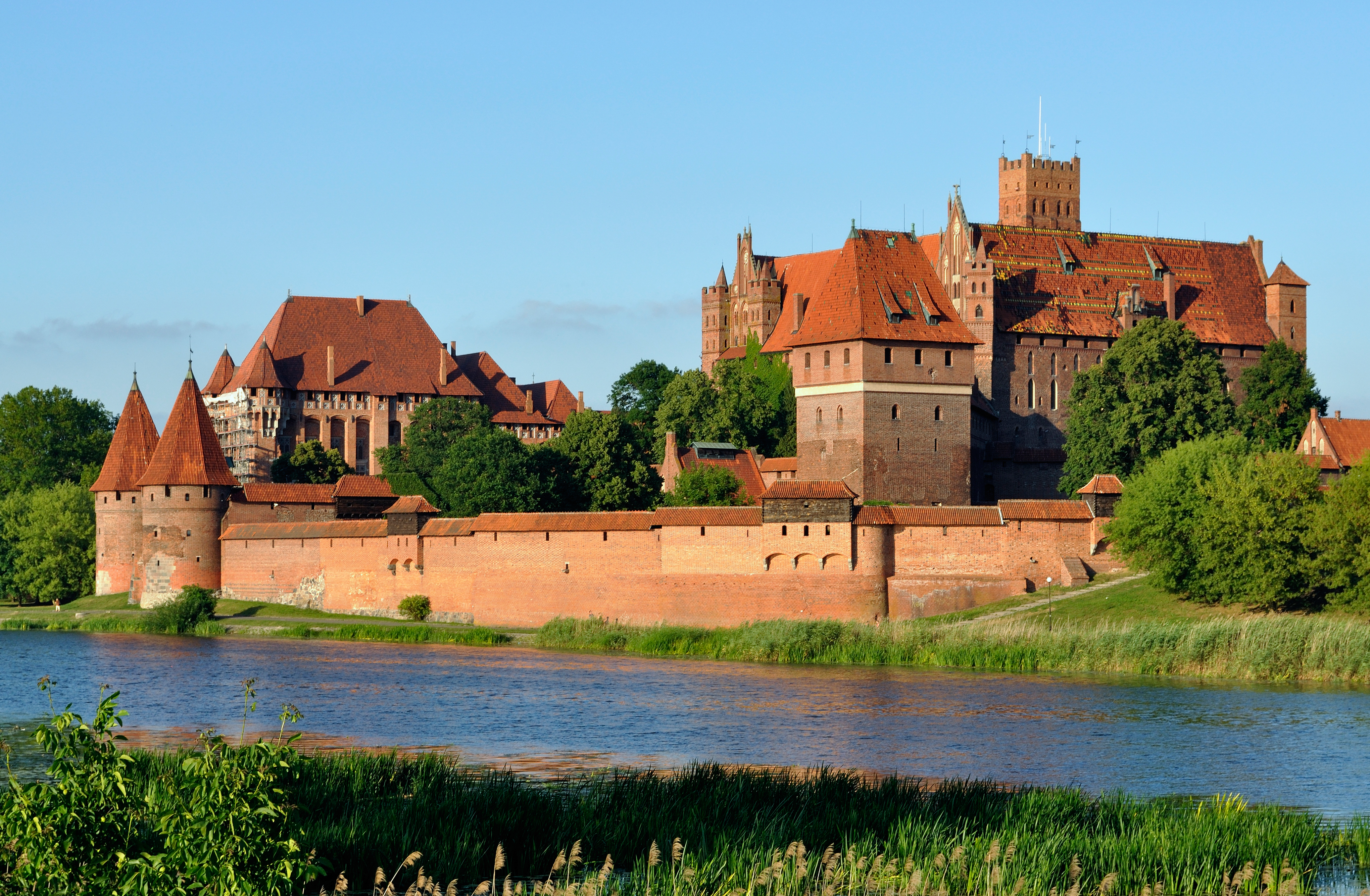
Malborki vár
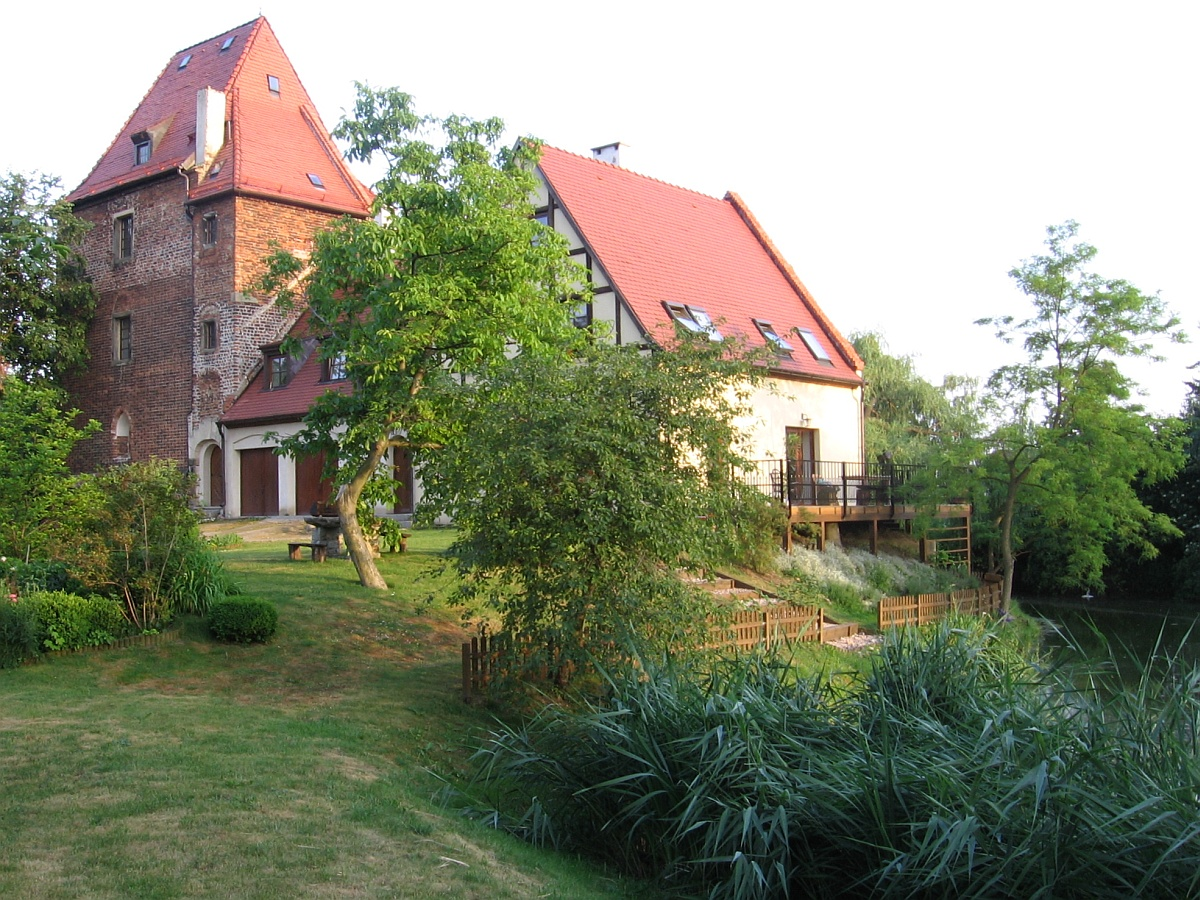
Biestrzyków, lakótorony
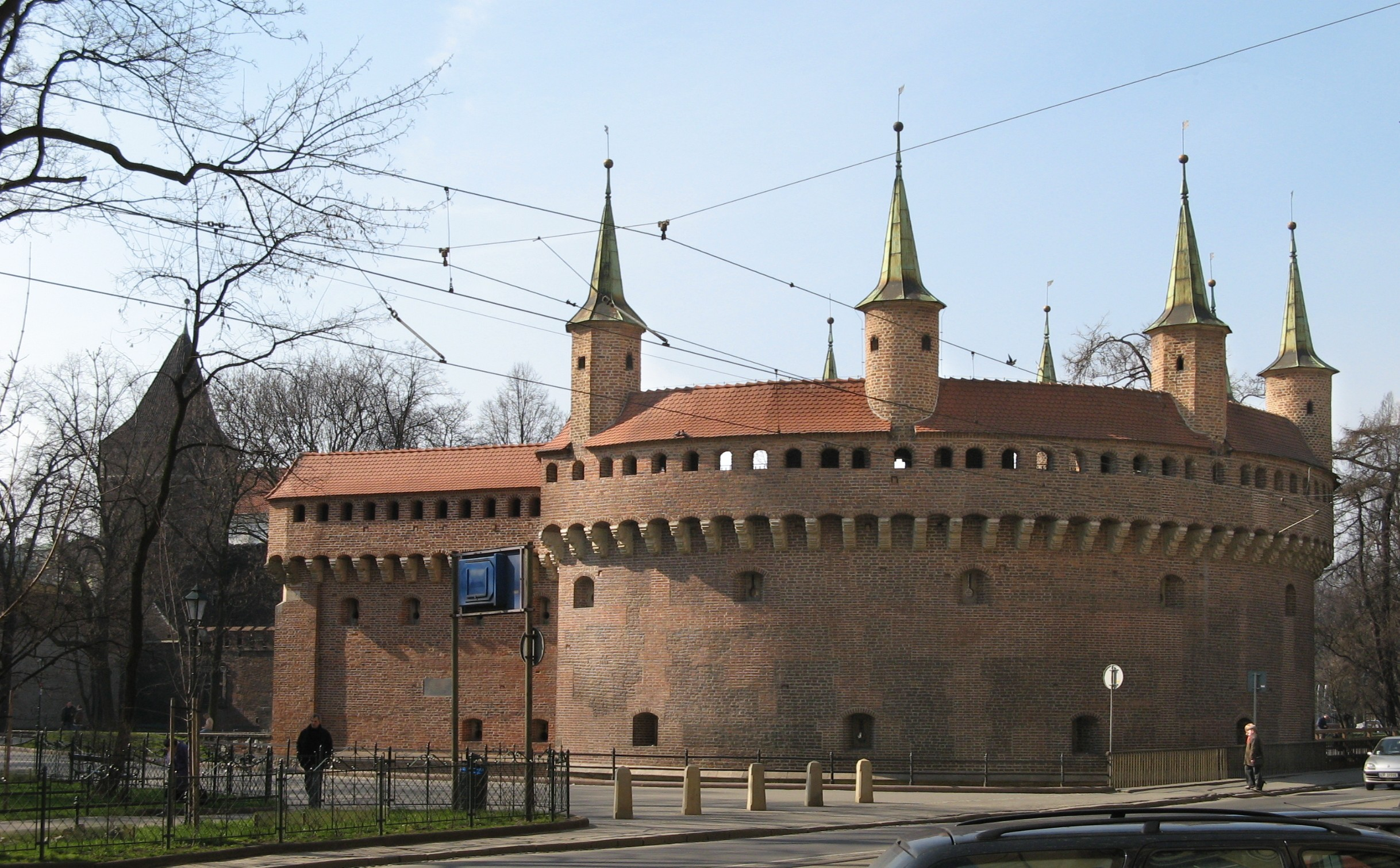
a krakkói Barbakán

## 15. század
A 15. században épült várak már sokkal inkább kényelmi, mint védelmi funkciót látnak el (például a dębnói). Megerősödött a polgárság, újabb megrendelői réteg igényeit elégítették ki a városi lakóházak (Boroszló, Krakkó). A házak az északi városok oromzatos típusát követték. A város magjává a piactér lett, mely mindig négyszögletes, itt emelkedik a városháza is (Boroszló, Poznań, Szczecin, Gdańsk). A gdanski városháza mellett a patríciusoknak csillagboltozattal ellátott csarnokot is emeltek (Artushof). Krakkóban épült egyetem is (Collegium Maius). Az egyházi építészet fontos változása volt a koldulórendek megjelenésével kapcsolatba hozható csarnoktér megjelenése (boroszlói és gdanski ferences rendházak; Toruń, Boroszló: Corpus Christi-templom, varsói főszékesegyház). A nyugati katedrális-kultúra csak későn jelent meg (Kazimierc, Szent Katalin-templom; Gniezno, székesegyház, Poznań, székesegyház). Az európai téglagótika nagyszabású alkotása a gdanski Mária-templom.
A késő gótika alkotása a poznańi Mária-kápolna és a boroszlói Szent Kereszt-templom. A gótikus falusi templomok közül kiemelkedik a dębnói és harklowai fatemplom.

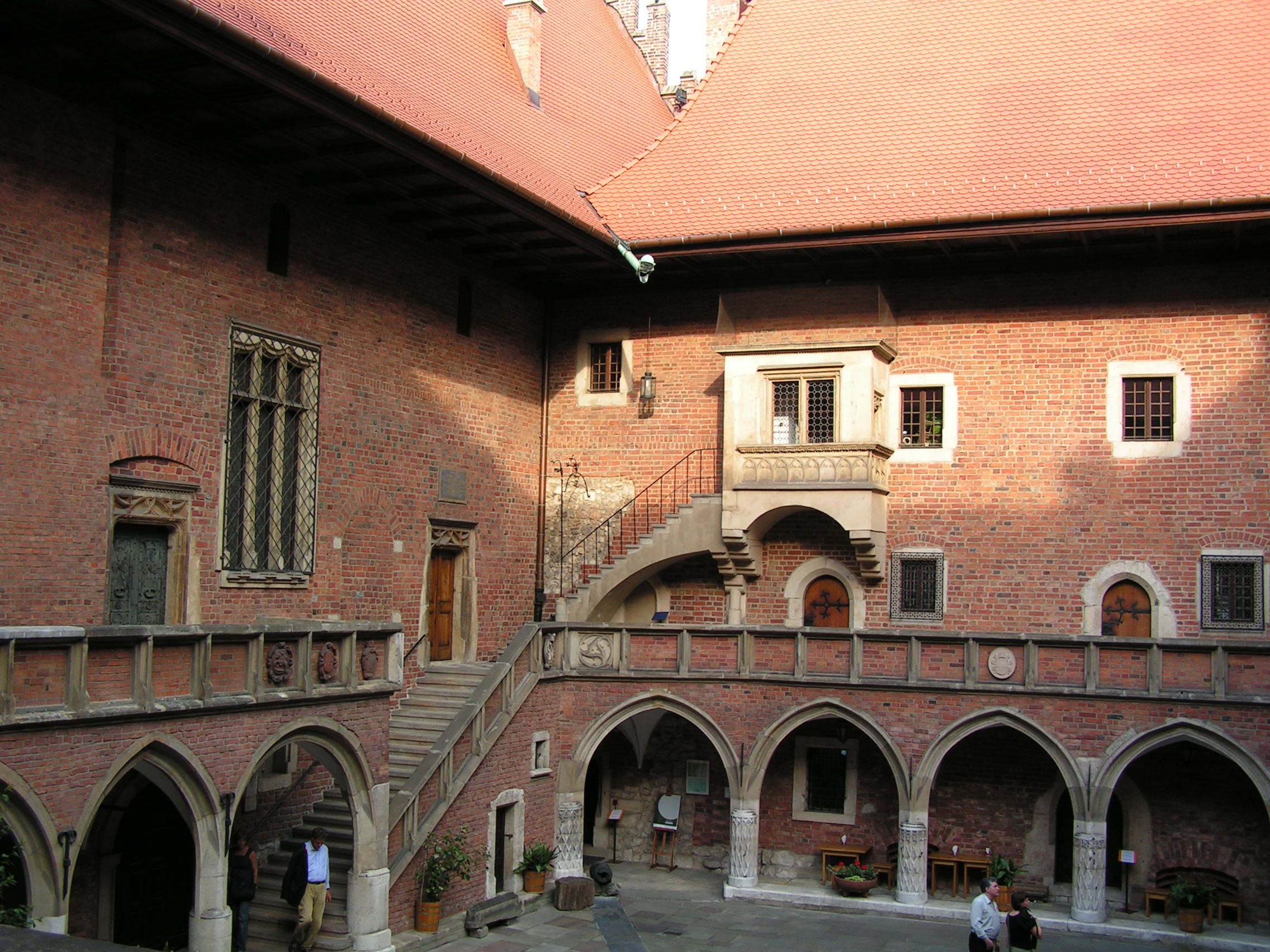
Collegium Maius
Városháza (Gdańsk)
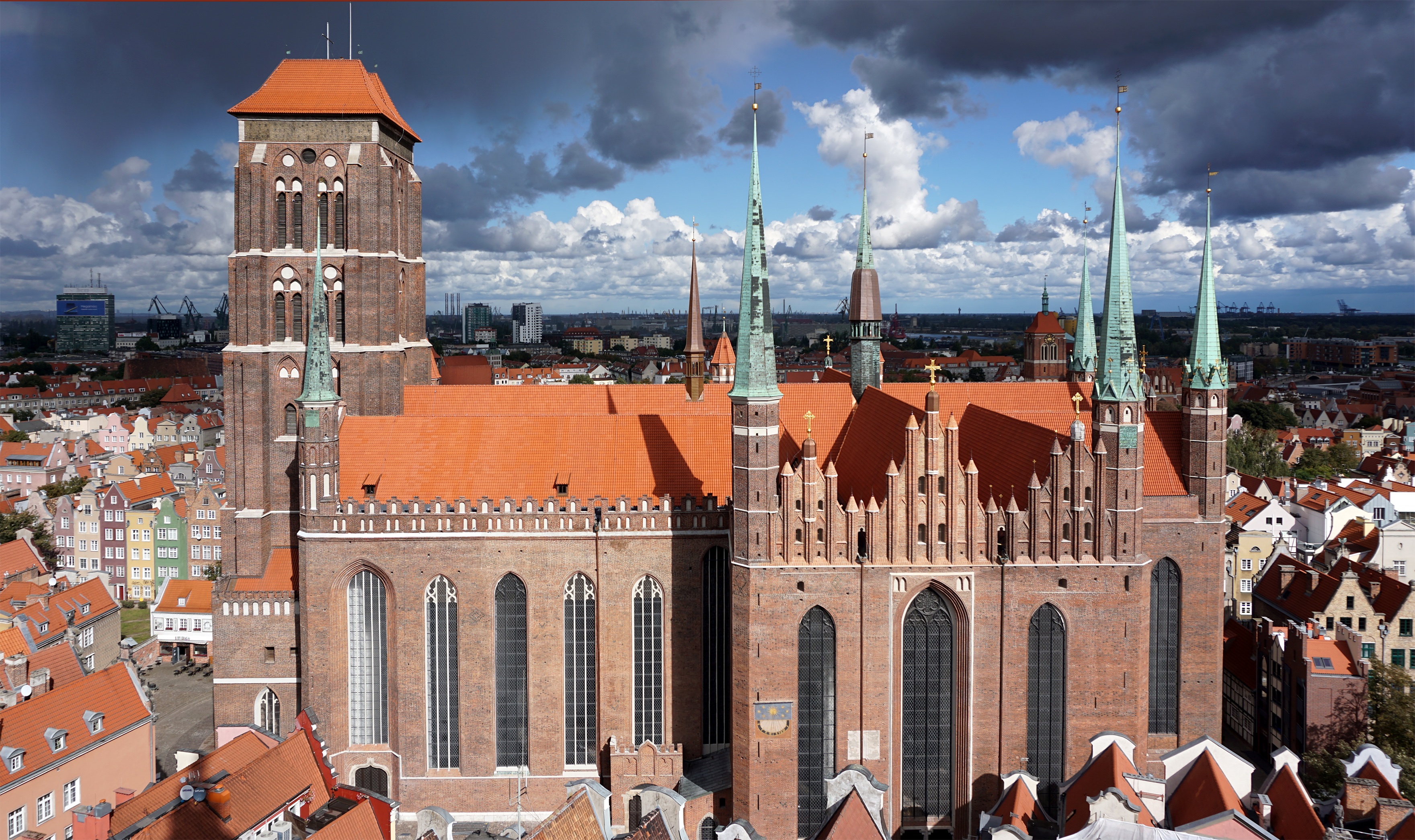
Szűz Mária-templom (Gdańsk)
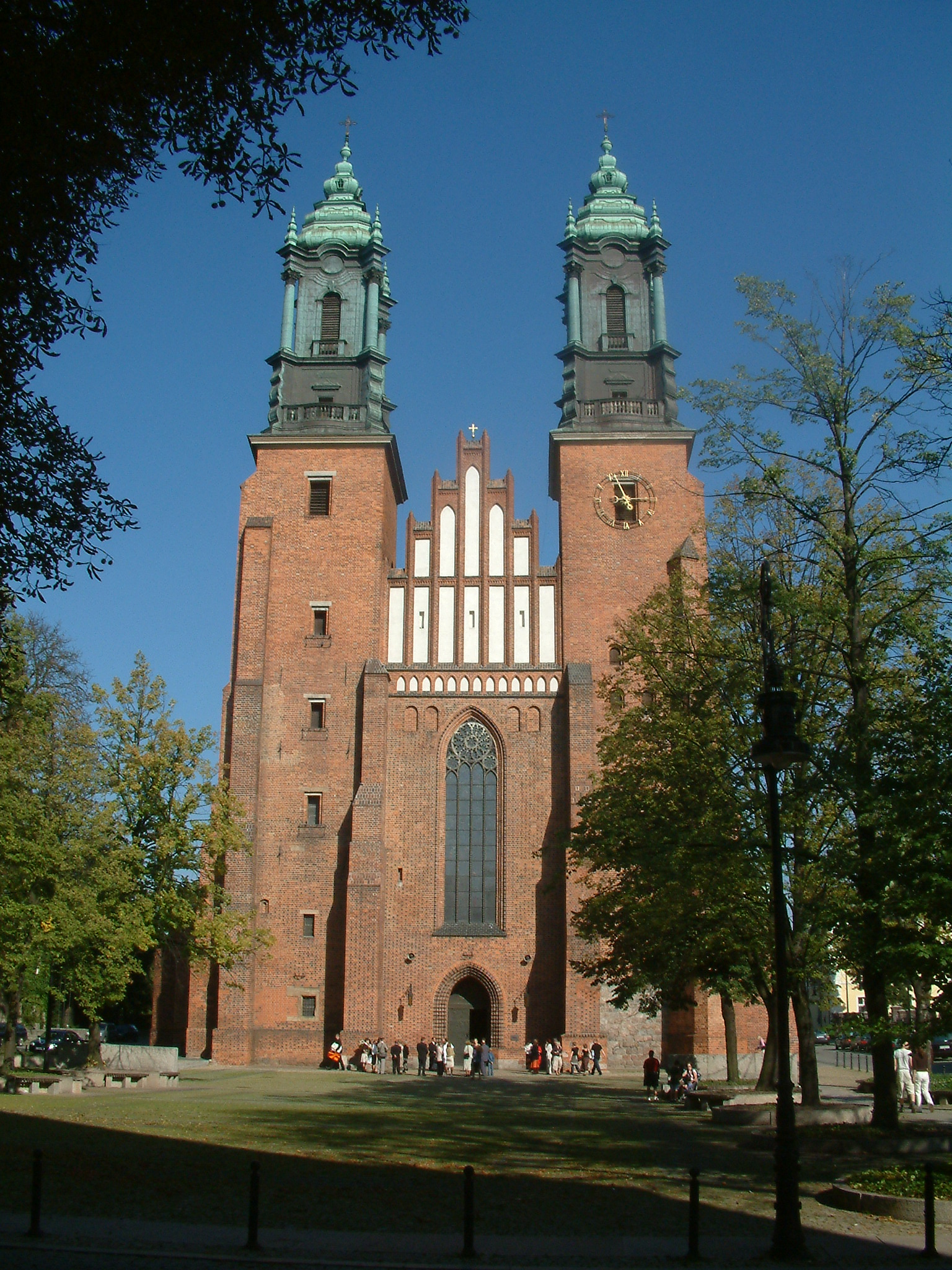
Poznań, katedrális
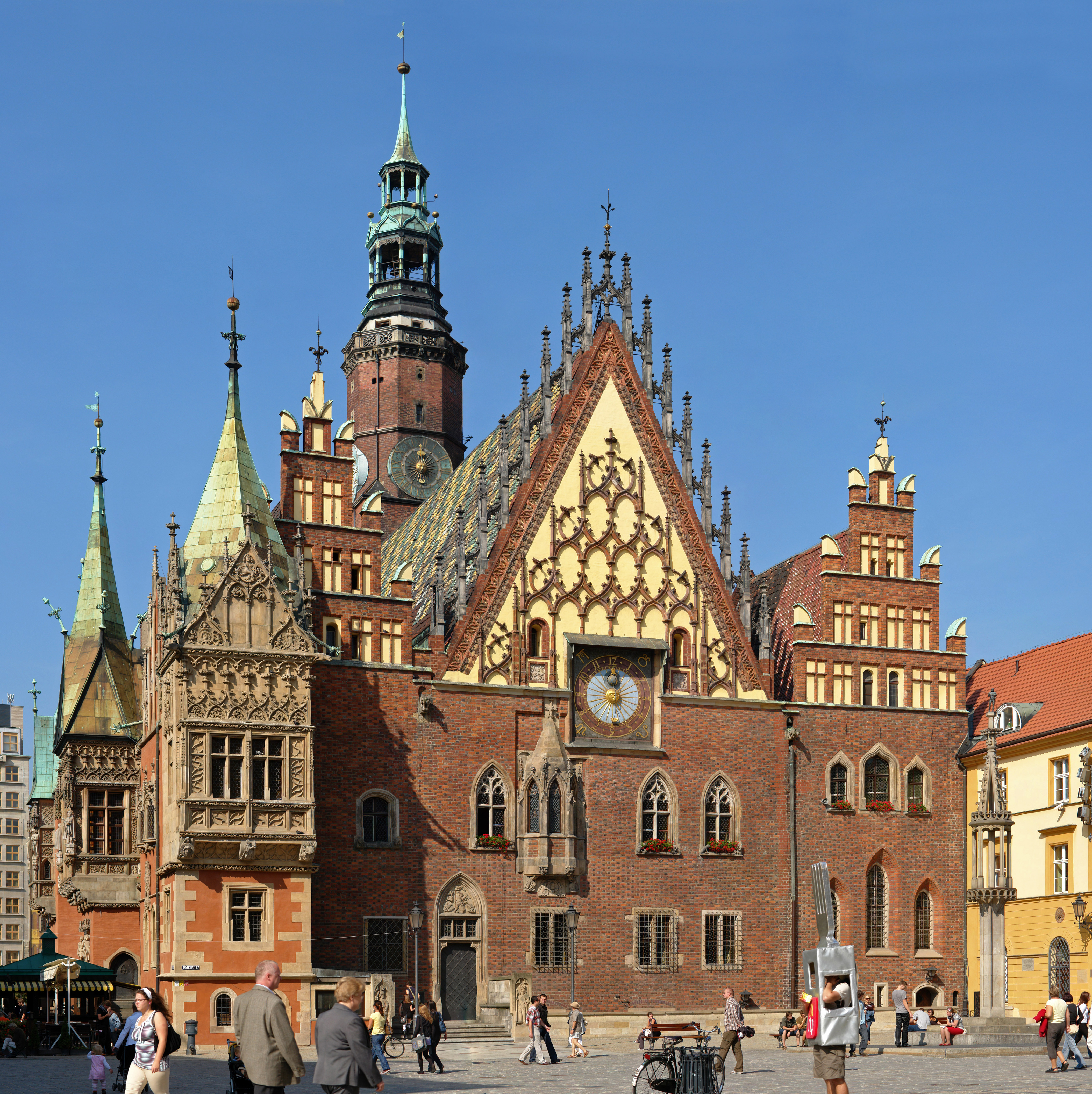
Régi városháza (Wrocław)

## 16. század
A 16. század elején a Jagellók az itáliai reneszánsz formakincset próbálták meghonosítani. Közvetlen itáliai kapcsolatot biztosított a Laski érsek által meghívott firenzei Bartolomeo Berecci (?-1537). I. Zsigmond 1502-ben a Wawel építkezéseihez az all' antica stílus akkor még egyetlen Itálián kívüli központjából, Budából kért terveket. Talán innen került Lengyelországba a Magyarországon Franciscus Italicusként ismert, Francesco Fiorentino nevű olasz mester is, az építősegédek azonban minden bizonnyal Budáról származtak. A Wawel palotáját főképp Berecci alakította ki, árkádos, mellvédes, balusztrádos udvarral. A palota belső díszítését helyi mesterek készítették. Berecci segédei voltak N. Castiglione (?-1545), B. di Zanobi de Gianoti (?-1541), G. Cini (?-1565); utóbbi kettő Berecci halála után az udvar vezető építészei, sőt más területeken a reneszánsz stílus elterjesztői (Płock új katedrálisa, wilnói katedrális újjáépítése). Gianoti halála után Cini a műhely székhelyét áttette Vilniusba.
A század további jelentős mesterei és vállalkozásai: G. Pahr vagy Baar (?-1575): brzegi kastély és városháza (B. Niuronnal), varsói királyi palota (G. B. Quadróval); Quadro: poznańi városházát; J. Michałowicz z Urzędowa: a krakkói dóm Mária- és Háromkirályok-kápolnája, łowitzi templom mellékkápolnája; S. Gucci: Báthory István palotája Łobzowban; Francesco Fiorentino, Francesco della Lore 1510-ben egyenesen Firenzéből érkezett Lengyelországba.
Báthory István és III. Zsigmond viszont az ellenreformációt és a kora barokk művészetet pártolták. Sobieski János idejében alakult ki a szarmatizmusnak nevezett, helyi sajátosságokkal bíró törekvés.  II. Ágost és III. Ágost idején a német művészet hatása lett erőteljes.

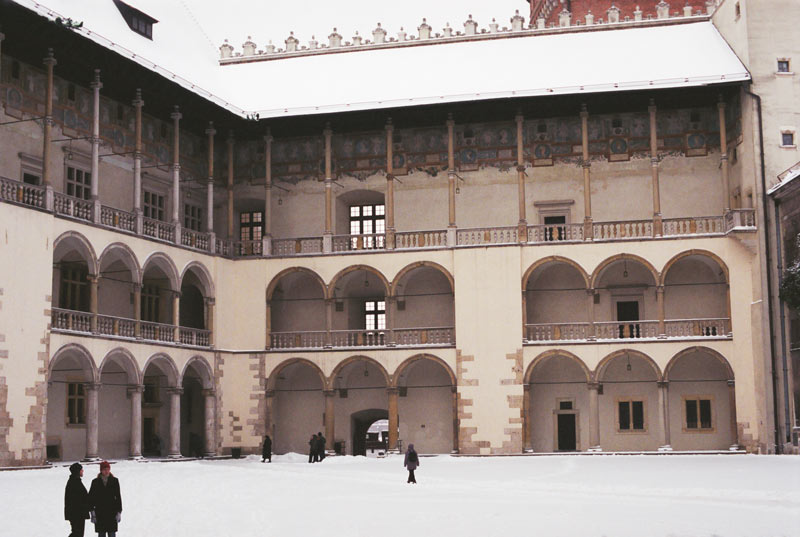
Wawel, kastély belső udvara (Krakkó)
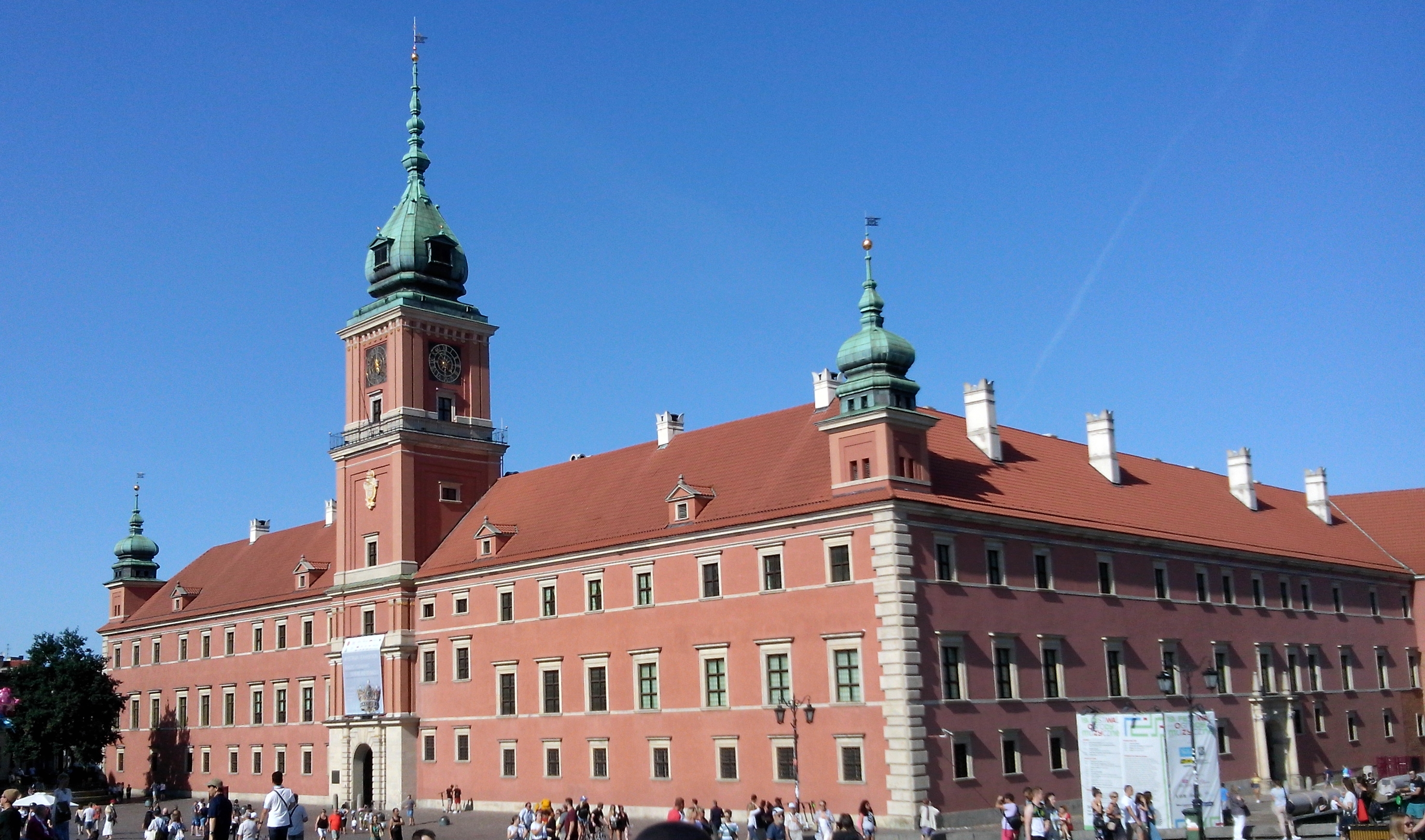
Királyi palota (Varsó)
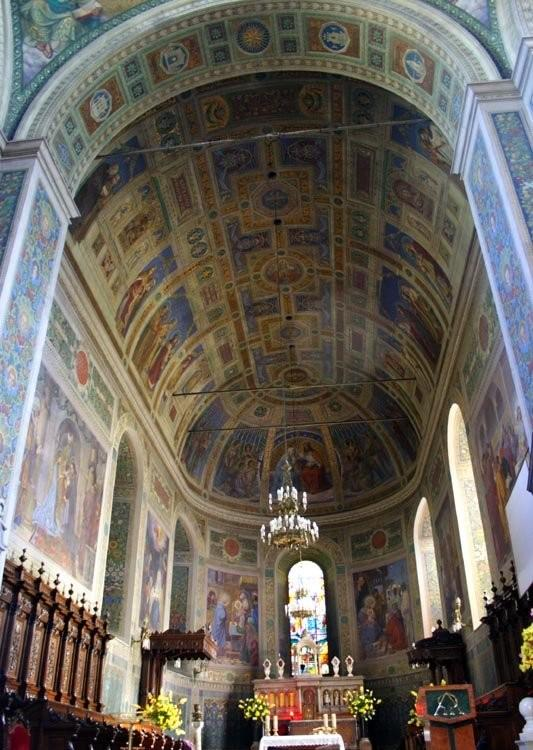
Plock, katedrális
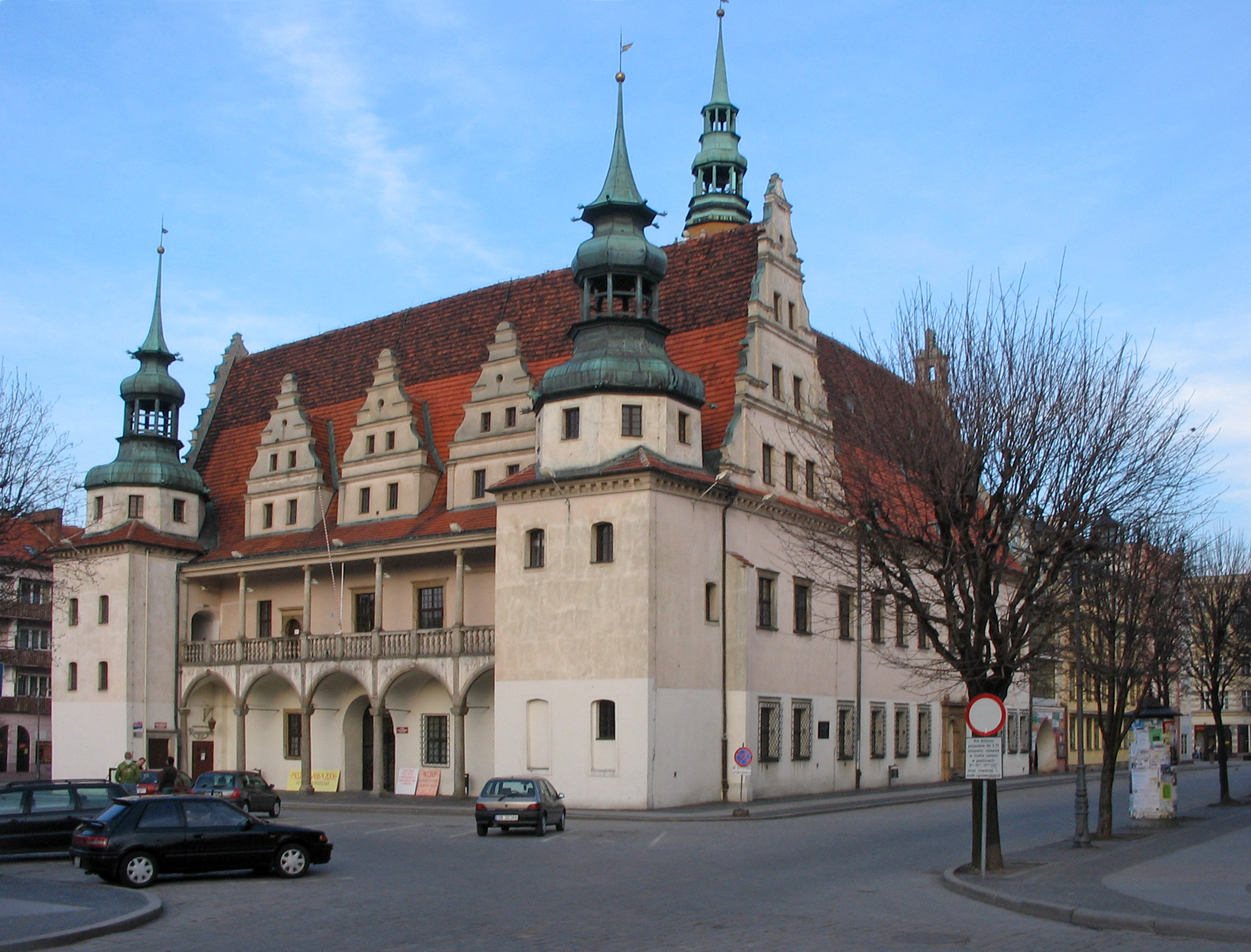
Városháza (Brzeg)
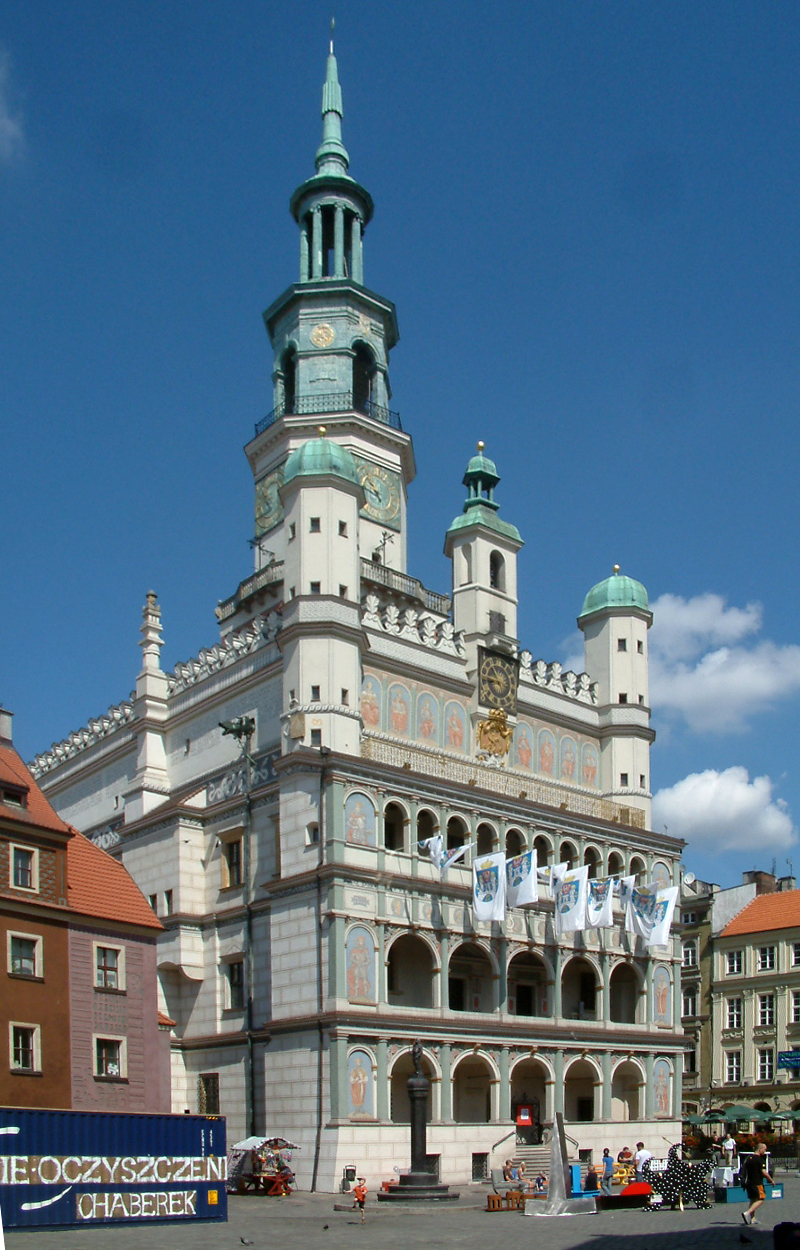
Városháza (Poznań)

## 17. század
A 16-17. század zavaros időszakában sok megerősített vár és kastély épült az országban, nagyrészt olasz mesterek közreműködésével. Ez a lengyel építészek kinevelésének és a lengyel reneszánsz kialakulásának időszaka, mely utóbbinak jellegzetessége az attika, a gazdagon díszített oromfal. Ez hamarosan középületeken is felbukkan, nem csak a gazdag polgárság kiváltsága. Az 1597-ben épült krakkói Szent Péter és Pál-templommal kezdődik a lengyel barokk korszaka. Ez az időszak számos mágnáspalotát és rezidenciát adott Lengyelországnak, elsősorban Varsóban, mely a 16. században vált fővárossá. Az eredetileg gótikus város a század második felében kezd átalakulni, erre jó példa a Krasiński család 1676-1695 között épült kéthomlokzatú, 19 ablakos palotája, vagy III. János lengyel király (Sobieski János) rezidenciája Wilanówban.

## 18. század
A század első felében tűnik fel a rokokó és a Drazdából beszivárgó francia hatás. Varsó, de az ország többi városa is ekkoriban gazdagodnak palotákkal, mint például a varsói Potocki-palota, vagy Brühl-(Młocinach-) palota. 1750 után jelentkezik a klasszicizmus, II. Szaniszló Ágost lengyel király az építészet nagy pártfogója jóvoltából. Elsősorban francia, de észak-olasz neopalladiánus mozgalom éreztette hatását. A király saját, Domenico Merlini  által tervezett, 1784-1793 között épült palotája Łazienkiben Szaniszló Ágost ízlésének legtökéletesebb emléke, és iskolát teremtett számos további palota tervezéséhez.

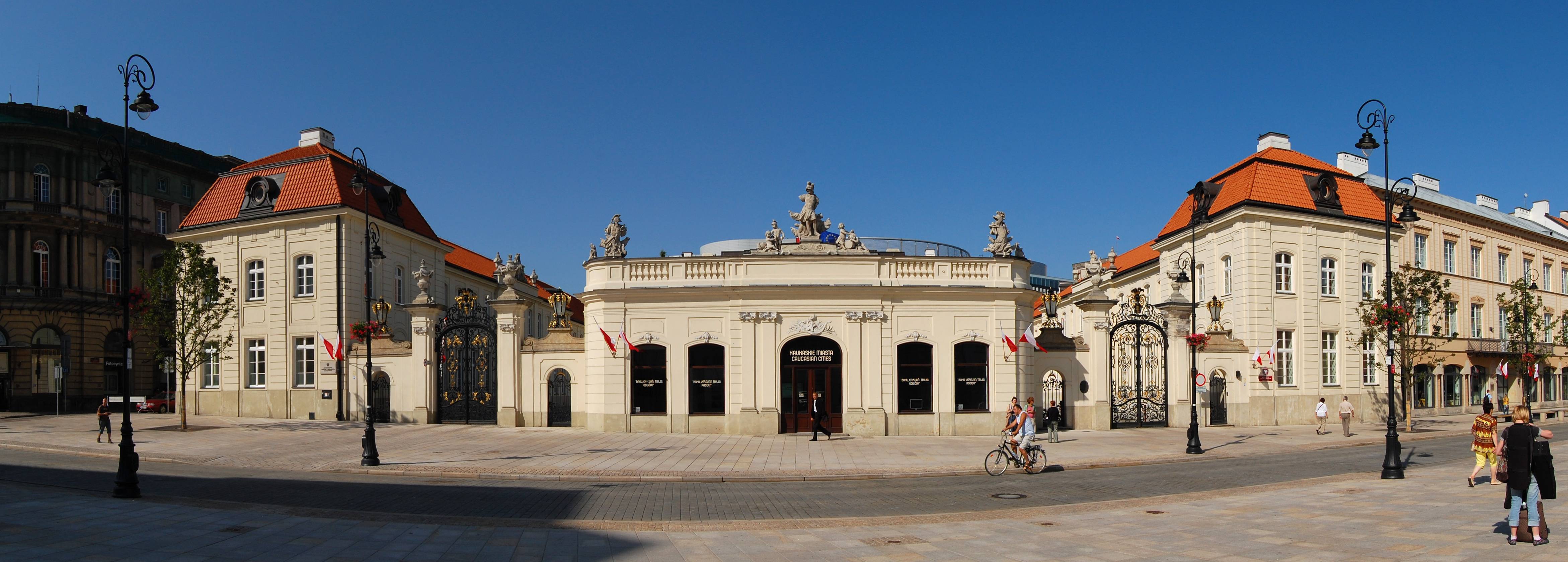
A Potocki-palota Varsóban
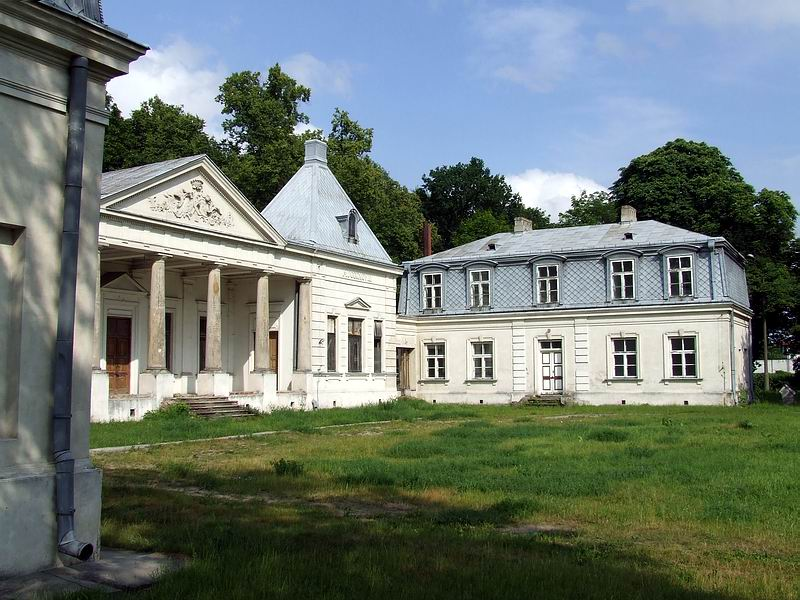
A Brühl-palota Varsóban
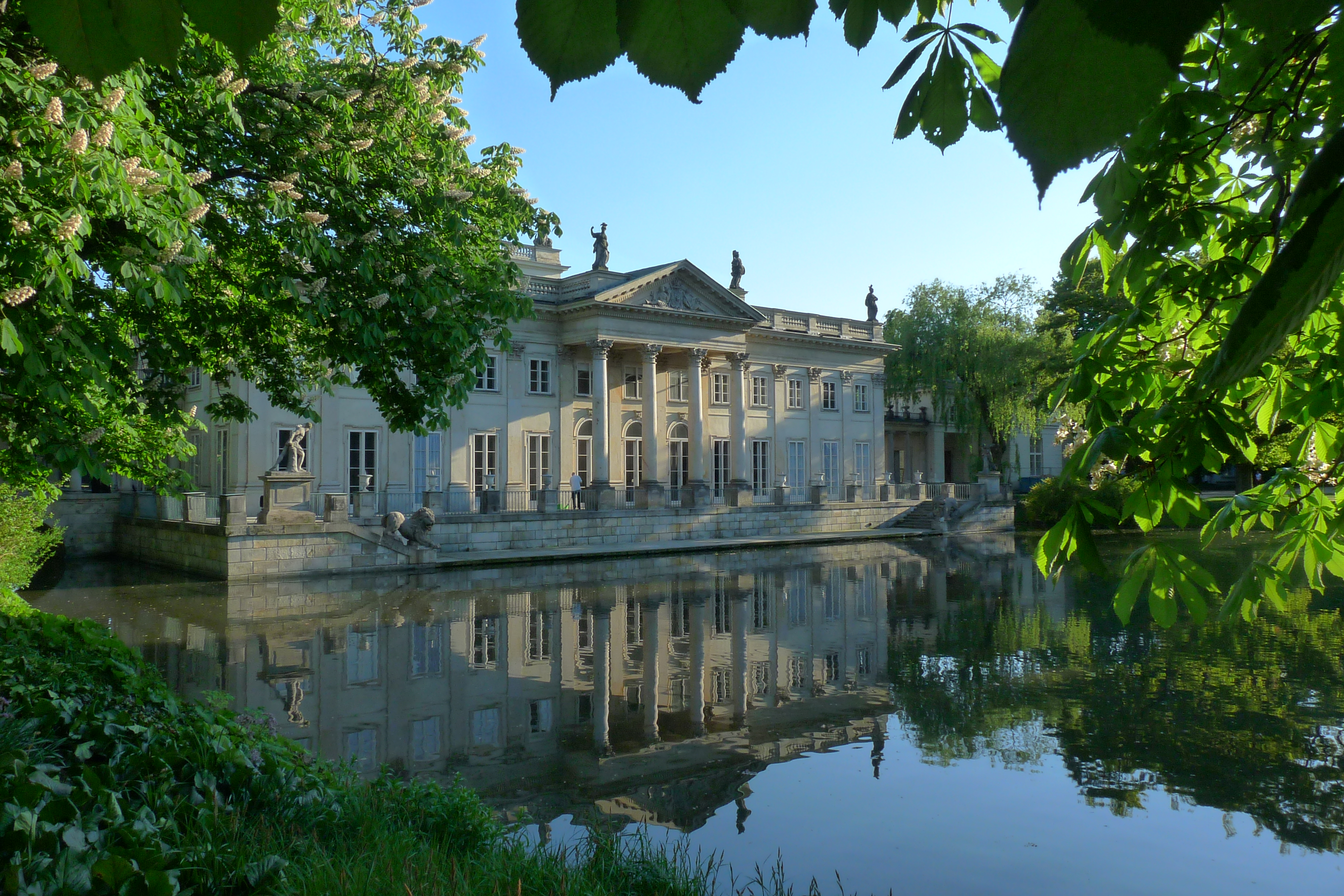
Szaniszló Ágost palotája, Łazienki

## 19. század
Az 1815-ben kialakult Kongresszusi Lengyelország kezdeti időszakában Varsó sokat fejlődött, ám az 1831-es felkeléssel ez a lendület megtört. Mégis, ebben az időben gazdagodott a főváros számos középülettel: a Pénzügyminisztérium, a Lengyel Bank, a Nagyszínház és a Tudománykedvelők Társaságának székháza is ekkor épült, s velük párhuzamosan számos magánház, melyek összességében megváltoztatták a városképet, mely a barokkból klasszicista lett. Vilnius ekkoriban orosz fennhatóság alatt állt, de az építészeti tendenciák Lengyelországból szivárogtak át. Szintén hatott a klasszicizmus Krakkó, Lviv (Lemberg), Poznań (Posen), Lublin, Kalisz városképére is. A vidék építészete is ekkoriban igazodott a klasszicizmushoz: nem csak az udvarházak, de a parasztházakhoz tartozó szérűk és más gazdasági épületek is a stílus szabályainak nyomait őrizték. A század második felében Európa-szerte  terjedő neogótika Lengyelországban kevésbé éreztette hatását, ellenben a neoreneszánsszal országszerte megindult az építészet fejlődése.

## 20. század
A két világháború közti lengyel építészet lépést tartott az olyan nemzetközi irányzatokkal, mint a Bauhaus vagy a szovjet konstruktivizmus. A korszak egyik legjelentősebb építésze Romuald Gutt volt. A szocialista realizmus megkerülhetetlen volt Lengyelországban is: az új iparvárosok lakónegyedei Nowa Huta, vagy Tychy új negyede, Nowe Tychy, illetve Łódź városképébe épült be az ideologikus építészeti stílus. A második világháborút követően azonban megtorpant a fejlődés, az organikus vonal elsősorban a szakrális építészetben volt érezhető, melynek kiemelkedő képviselője Tadeusz Zipser . A posztmodern irányzat ellentmondásos épületei mások mellett Marek Budzyński  nevéhez köthetők. A lengyel rendszerváltást követő időszak a gazdasági fejlődés ütemének megfelelően gyarapította épületekkel az országot. Igaz, nem lengyel építészek tervezték, de kiemelkedik a Mies van der Rohe-díjas szczecini Filharmónia épülete (Fabrizio Barozzi, Alberto Veiga).